# Tygiel narodów

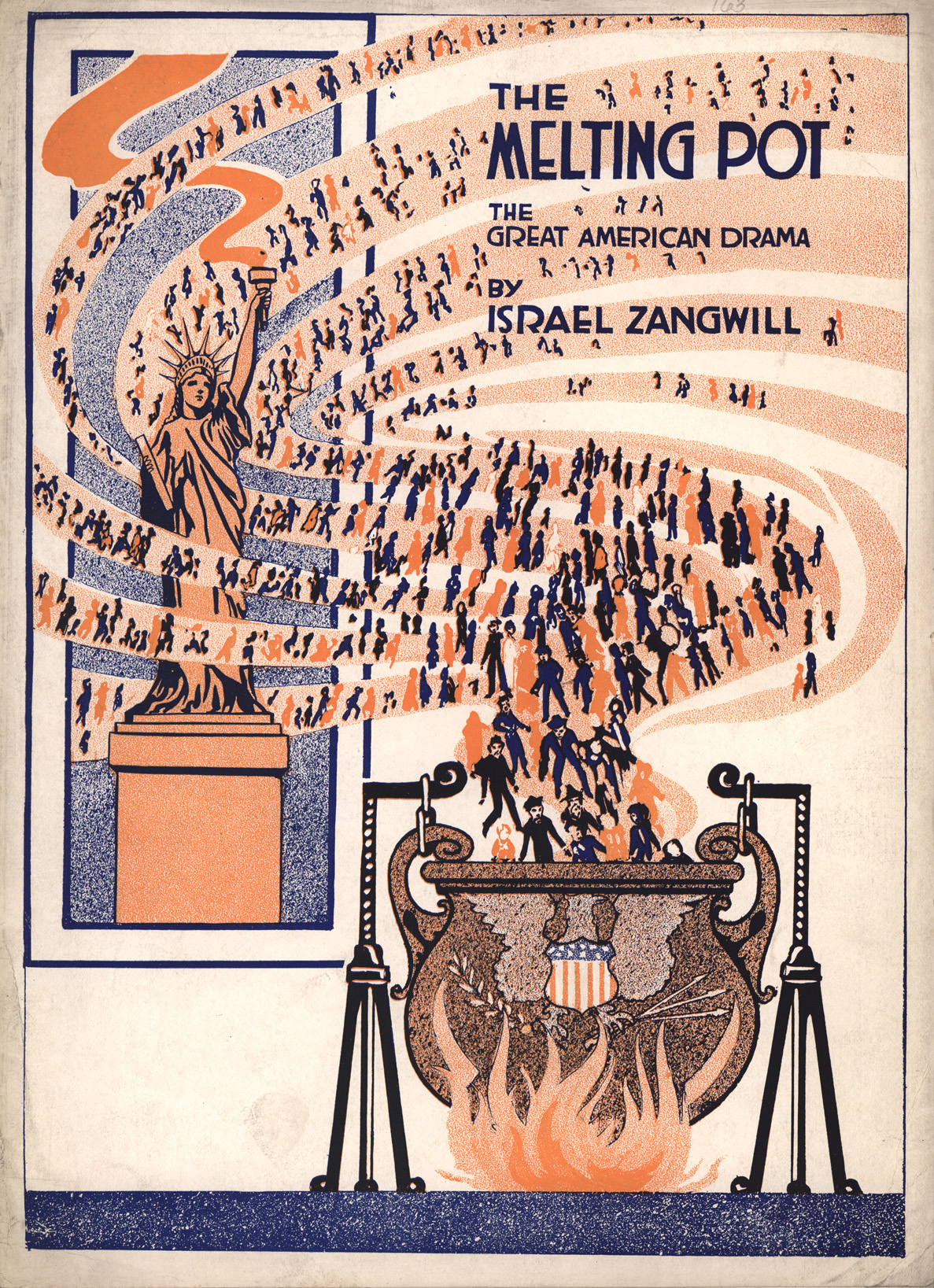
Obraz Stanów Zjednoczonych jako wielkiego „tygla narodów” został spopularyzowany w sztuce Israela Zangwilla The Melting Pot (ang. „Tygiel narodów”) z roku 1908.

Tygiel narodów – rodzaj integracji etnicznej. Polega on na połączeniu kultur i zapatrywań różnych grup etnicznych.